# Lukáš Vácha
Lukáš Vácha, né le 13 mai 1989 à Prague en Tchécoslovaquie, est un footballeur international tchèque, qui évolue au poste de milieu défensif.

## Biographie

### Carrière en club
Avec les clubs du Slovan Liberec et du Sparta Prague, Lukáš Vácha dispute 11 matchs en Ligue des champions, et 26 matchs en Ligue Europa, pour deux buts inscrits.

### Carrière internationale
Avec les moins de 17 ans, il atteint la finale du championnat d'Europe des moins de 17 ans en 2006, s'inclinant face à la Russie après une séance de tirs au but.
Avec les moins de 20 ans, il participe à la Coupe du monde des moins de 20 ans en 2011. Lors du mondial junior organisé en Colombie, il joue quatre matchs. Les Tchèques s'inclinent en huitièmes de finale face à la Hongrie après une séance de tirs au but.
La même année, il dispute avec les espoirs le championnat d'Europe espoirs qui se déroule au Danemark. Les Tchèques se classent quatrième de cette compétition. 
Lukáš Vácha compte 8 sélections avec l'équipe de Tchéquie depuis 2014,. 
Il est convoqué pour la première fois en équipe de Tchéquie par le sélectionneur national Pavel Vrba, pour un match amical contre la Finlande le 21 mai 2014. La rencontre se solde par un match nul de 2-2.

## Palmarès
- Avec l'équipe de Tchéquie des moins de 17 ans
  - Finaliste du championnat d'Europe des moins de 17 ans en 2006

- Avec le Slovan Liberec
  - Champion de Tchéquie en 2012
  - Finaliste de la Supercoupe de Tchéquie en 2012

- Avec le Sparta Prague
  - Champion de Tchéquie en 2014
  - Vice-champion de Tchéquie en 2013, 2015 et 2016
  - Vainqueur de la Coupe de Tchéquie en 2014
  - Vainqueur de la Supercoupe de Tchéquie en 2014